# Zuidelijke waterjuffer
De zuidelijke waterjuffer (Coenagrion caerulescens) is een libellensoort uit de familie van de waterjuffers (Coenagrionidae), onderorde juffers (Zygoptera). Deze juffer lijkt sterk op de gaffelwaterjuffer.
De soort staat op de Rode Lijst van de IUCN als niet bedreigd, beoordelingsjaar 2007, de trend van de populatie is volgens de IUCN dalend. De zuidelijke waterjuffer komt voor in Algerije, Marokko, Tunesië, Spanje, Portugal, Frankrijk en Italië.
De wetenschappelijke naam van de soort is voor het eerst geldig gepubliceerd in 1838 door Fonscolombe.